# Yuka Fujimori
Yuka Fujimori (藤森 由香?, Fujimori Yuka; Nagawa, 11 giugno 1986) è un'ex snowboarder statunitense.

## Palmarès

### Coppa del Mondo
- Miglior piazzamento nella Coppa del Mondo generale di freestyle: 14ª nel 2017
- Miglior piazzamento nella Coppa del Mondo generale di snowboard: 21ª nel 2011
- Miglior piazzamento nella Coppa del Mondo di slopestyle: 12ª nel 2017
- Miglior piazzamento nella Coppa del Mondo di big air: 10ª nel 2018
- Miglior piazzamento nella Coppa del Mondo di snowboard cross: 4ª nel 2014
- 1 podio:
  - 1 terzo posto